# Bless the Beasts and Children
Bless the Beasts and Children is een Amerikaanse dramafilm uit 1971 onder regie van Stanley Kramer. Het scenario is gebaseerd op de gelijknamige roman uit 1970 van de Amerikaanse auteur Glendon Swarthout.

## Verhaal
Zes jongeren voelen zich niet thuis op een zomerkamp. Ze blinken er nooit uit in de activiteiten en worden uitgesloten door de andere jongeren. Ze worden de "bedplassers" genoemd en ze komen terecht in dezelfde blokhut. Tijdens een uitstapje ontdekken ze tot hun verschrikking hoe nagenoeg tamme bizons op een boerderij worden doodgeschoten voor het plezier. Terug in het kamp bedenken ze een plannetje om te ontsnappen en de bizons te bevrijden.

## Rolverdeling
| Acteur               | Personage         |
| -------------------- | ----------------- |
| Bill Mumy            | Lawrence Teft     |
| Barry Robins         | Cotton            |
| Miles Chapin         | Shecker           |
| Darel Glaser         | Goodenow          |
| Robert Jayson Kramer | Lally I           |
| Marc Vahanian        | Lally II          |
| Jesse White          | Sid Shecker       |
| Ken Swofford         | Wheaties          |
| David Ketchum        | Kampleider        |
| Elaine Devry         | Moeder van Cotton |
| Wayne Sutherlin      | Zwendelaar        |
| Bruce Glover         | Zwendelaar        |
| William Bramley      | Mijnheer Goodenow |
| Vanessa Brown        | Mevrouw Goodenow  |
| Charles H. Gray      | Kapitein Cotton   |

## Prijzen en nominaties
| Jaar | Prijs  | Categorie                    | Genomineerde(n)                  | Uitslag     |
| ---- | ------ | ---------------------------- | -------------------------------- | ----------- |
| 1971 | Oscars | Beste oorspronkelijke nummer | Perry Botkin jr. Barry De Vorzon | Genomineerd |